# Los Cabos Open 2023
Los Cabos Open 2023, oficiálně Mifel Tennis Open by Telcel Oppo 2023,  byl tenisový turnaj na mužském profesionálním okruhu ATP Tour, hraný v areálu Cabo Sports Complex. Sedmý ročník Los Cabos Open probíhal mezi 31. červencem a 5. srpnem 2023 v mexickém přímořském městě Cabo San Lucas na otevřených dvorcích s tvrdým povrchem.
Turnaj dotovaný 946 975 dolary patřil do kategorie ATP Tour 250. Nejvýše nasazeným singlistou se stal pátý tenista světa Stefanos Tsitsipas z Řecka. Jako poslední přímý účastník do hlavní soutěže nastoupil nizozemský 159. hráč žebříčku Gijs Brouwer. V důsledku invaze Ruska na Ukrajinu na konci února 2022 řídící organizace tenisu ATP, WTA a ITF s grandslamy rozhodly, že ruští a běloruští tenisté mohli dále na okruzích startovat, ale do odvolání nikoli pod vlajkami Ruska a Běloruska.
Jubilejní desátý titul z dvouhry okruhu ATP Tour vybojoval 24letý Stefanos Tsitsipas. Čtyřhru ovládli Mexičan Santiago González s Francouzem Édouardem Rogerem-Vasselinem, kteří získali třetí společnou trofej.

## Rozdělení bodů a finančních odměn

### Rozdělení bodů
| Soutěž  | Soutěž      | vítězové | finalisté | semifinalisté | čtvrtfinalisté | 16 v kole | 28 v kole | Q  | Q2 | Q1 |
| ------- | ----------- | -------- | --------- | ------------- | -------------- | --------- | --------- | -- | -- | -- |
| dvouhra | [ 1 ] [ 5 ] | 250      | 150       | 90            | 45             | 20        | 0         | 12 | 6  | 0  |
| čtyřhra | [ 6 ]       | 250      | 150       | 90            | 45             | 0         | —         | —  | —  | —  |

### Finanční odměny
| Soutěž                                | Soutěž      | vítězové  | finalisté | semifinalisté | čtvrtfinalisté | 16 v kole | 28 v kole | Q2      | Q1      |
| ------------------------------------- | ----------- | --------- | --------- | ------------- | -------------- | --------- | --------- | ------- | ------- |
| dvouhra                               | [ 1 ] [ 5 ] | 129 660 $ | 75 630 $  | 44 465 $      | 25 765 $       | 14 960 $  | 9 145 $   | 4 570 $ | 2 495 $ |
| čtyřhra                               | [ 6 ]       | 45 050 $  | 24 100 $  | 14 120 $      | 7 900 $        | 4 655 $   | —         | —       | —       |
| částka ve čtyřhrách je uvedena na pár |             |           |           |               |                |           |           |         |         |

## Mužská dvouhra

### Nasazení
| Stát                             | Hráč               | ATP | Nasazení |
| -------------------------------- | ------------------ | --- | -------- |
| Řecko                            | Stefanos Tsitsipas | 5.  | 1.       |
| Spojené království               | Cameron Norrie     | 13. | 2.       |
| USA                              | Tommy Paul         | 14. | 3.       |
| Chorvatsko                       | Borna Ćorić        | 15. | 4.       |
| Austrálie                        | Alex de Minaur     | 17. | 5.       |
| Chile                            | Nicolás Jarry      | 29. | 6.       |
| Německo                          | Dominik Koepfer    | 88. | 7.       |
|                                  | Ilja Ivaška        | 91. | 8.       |
| Žebříček ATP k 24. červenci 2023 |                    |     |          |

### Jiné formy účasti
Následující hráči obdrželi divokou kartu do hlavní soutěže:
- Ernesto Escobedo
- Nicolás Jarry
- Rodrigo Pacheco Méndez

Následující hráči postoupili z kvalifikace:
- Omni Kumar
- Gonzalo Lama
- Skander Mansouri
- Bejbit Žukajev

Následující hráč postoupil z kvalifikace jako šťastný poražený:
- Jason Jung

### Odhlášení
před zahájením turnaje
- Nuno Borges → nahradil jej  Gabriel Diallo
- Karen Chačanov → nahradil jej  Jason Jung

## Mužská čtyřhra

### Nasazení
| Stát                                                                        | Hráč              | Stát      | Hráč                   | ATP  | Nasazení |
| --------------------------------------------------------------------------- | ----------------- | --------- | ---------------------- | ---- | -------- |
| Mexiko                                                                      | Santiago González | Francie   | Édouard Roger-Vasselin | 24.  | 1.       |
| Brazílie                                                                    | Marcelo Melo      | Austrálie | John Peers             | 65.  | 2.       |
| USA                                                                         | Nathaniel Lammons | USA       | Jackson Withrow        | 65.  | 3.       |
| USA                                                                         | William Blumberg  | Austrálie | Rinky Hijikata         | 127. | 4.       |
| Žebříček ATP k 24. červenci 2023; číslo je součtem umístění obou členů páru |                   |           |                        |      |          |

### Jiné formy účasti
Následující páry obdržely divokou kartu do hlavní soutěže:
- Luis Carlos Álvarez /  Luca Lemaitre
- Ernesto Escobedo /  Rodrigo Pacheco Méndez

## Přehled finále

### Mužská dvouhra
- Stefanos Tsitsipas vs.  Alex de Minaur, 6–3, 6–4

### Mužská čtyřhra
- Santiago González /  Édouard Roger-Vasselin vs.  Andrew Harris /  Dominik Koepfer, 6–4, 7–5